# جیغ‌کش جورورا
جیغ کش جورورا (نام علمی: Alouatta juara) نام یک گونه از سرده میمون جیغ‌کش است.این گونه بومی پرو و برزیل می باشد.